# Hans-Dieter Kempf
Hans-Dieter Kempf (* 4. Mai 1960; † 3. Mai 2017) war einer der maßgeblich Beteiligten am Aufbau und an der Weiterentwicklung der Rückenschulbewegung in Deutschland.
Kempf studierte Physik und Sportwissenschaft an der Universität Karlsruhe und entwickelte die Karlsruher Rückenschule 1986. Er war Mitbegründer und Vorstandsmitglied des Forum Gesunder Rücken – besser leben e. V. Seit 1993 war er selbständig als Trainer, Projektleiter, Berater und Fachautor sowie als Referent und Lehrbeauftragter für zahlreiche Institutionen tätig. Er betreute verschiedene Präventions- und Rehabilitationsgruppen.

## Bibliografie
- Organisationshandbuch World Games (1989)
- Gesund und aktiv im Wasser (1990)
- Die Sitzschule (1994)
- Die Rückenschule (1990, Neuauflage 1995)
- Trainingsbuch Thera-Band (1995)
- Trainingsbuch Fitnessball (1997)
- Jetzt sitzen Sie richtig  (1997)
- Fit am Bildschirm (1998)
- Fit und schön mit dem Thera-Band (1999)
- Rückenschule: Grundlagen, Konzepte und Übungen (1999)
- Krafttraining mit dem Thera-Band (1999)
- Rückentraining mit dem Thera-Band (2000)
- Praxisbuch Herzgruppe (2000)
- Die Herzschule (2000)
- Der Hantel-Krafttrainer (2001)
- Fit und schön mit Hanteln (2001)
- Einfach fit und gesund! (2003)
- Hometrainer Fitness (2003)
- Trainingsbuch Rückenschule (1996, Neuauflage 2004)
- Rückenschule für Kinder (1993, Neuauflage 2004)
- Kursleitermappe – Ausbildung zum Rückenschulleiter (1996, Neuauflage 2005)
- Schnellhelfer Rückenschmerz (2005)
- Kindergarten in Bewegung (2006)
- Die Rückenschule. Völlig überarbeitet und erweiterte Neuauflage (2008)
- Ganzkörpertraining (2009)
- Die Neue Rückenschule: Das Praxisbuch (2010)
- KddR-Manual Neue Rückenschule (2011)